# Ceropegia craibii
Ceropegia craibii är en oleanderväxtart. Ceropegia craibii ingår i släktet Ceropegia och familjen oleanderväxter. Inga underarter finns listade i Catalogue of Life.